# Келлертон (Айова)
Келлертон (англ. Kellerton) — місто (англ. city) в США, в окрузі Рінгголд штату Айова. Населення — 243 особи (2020).

## Географія
Келлертон розташований за координатами 40°42′37″ пн. ш. 94°3′2″ зх. д. / 40.71028° пн. ш. 94.05056° зх. д. (40.710401, -94.050495).  За даними Бюро перепису населення США в 2010 році місто мало площу 1,73 км², з яких 1,71 км² — суходіл та 0,02 км² — водойми.

## Демографія
Згідно з переписом 2010 року, у місті мешкало 315 осіб у 126 домогосподарствах у складі 88 родин. Густота населення становила 182 особи/км².  Було 161 помешкання (93/км²).
Расовий склад населення:
| - 96,2 % — білих - 1,0 % — корінних американців - 1,6 % — осіб інших рас |

До двох чи більше рас належало 1,3 %. Частка іспаномовних становила 2,2 % від усіх жителів.
За віковим діапазоном населення розподілялося таким чином: 27,3 % — особи молодші 18 років, 55,6 % — особи у віці 18—64 років, 17,1 % — особи у віці 65 років та старші. Медіана віку мешканця становила 37,3 року. На 100 осіб жіночої статі у місті припадало 111,4 чоловіків;  на 100 жінок у віці від 18 років та старших — 100,9 чоловіків також старших 18 років.
Середній дохід на одне домашнє господарство  становив 43 834 долари США (медіана — 36 563), а середній дохід на одну сім'ю — 46 301 долар (медіана — 39 286). Медіана доходів становила 25 833 долари для чоловіків та 22 083 долари для жінок. За межею бідності перебувало 14,7 % осіб, у тому числі 22,5 % дітей у віці до 18 років та 4,7 % осіб у віці 65 років та старших.
Цивільне працевлаштоване населення становило 125 осіб. Основні галузі зайнятості: виробництво — 27,2 %, освіта, охорона здоров'я та соціальна допомога — 19,2 %, будівництво — 16,8 %.